# Финн, Ричард
Ричард Финн (англ. Richard Finn SMA, 3 марта 1912 года, Клэрморрис, Ирландия — 4 января 1989 года, Ибадан, Нигерия) — католический прелат, апостольский префект Ибадана с 13 марта 1953 года, первый епископ Ибадана с 8 февраля 1959 года по 3 июля 1974 год, член монашеской миссионерской конгрегации «Общество африканских миссий». года, первый архиепископ Ибадана с 26 марта 1994 года.

## Биография
14 декабря 1941 года Ричард Финн Джоб был рукоположён в священника.
13 марта 1953 года Римский папа Пий XII назначил Ричарда Финна префектом апостольской префектуры Ибадана. 28 апреля 1958 года Римский папа Пий XII преобразовал апостольскую префектуру Ибадана в епархию и Ричард Финн был назначен её первым епископом. 8 февраля 1959 года состоялось рукоположение Ричарда Финна в епископа, которое совершил архиепископ Лагоса Лео Хэйл Тейлор в сослужении с епископом Бенин-Сити Патриком Джозефом Келли и вспомогательным епископом Лагоса и титулярным епископом Сигуса Иоанном Квао Амузу Аггеем.
Принимал участие в работе I, II, III и IV сессиях Второго Ватиканского собора.
3 июля 1974 года Ричард Финн подал в отставку. Скончался 4 января 1989 года в городе Ибадан.